# Rio Grande Wild and Scenic River
La Rio Grande Wild and Scenic River (es:  El Rio Bravo del Norte) est une aire protégée américaine assurant la conservation de 420 km du Rio Grande au Nouveau-Mexique et au Texas. Cette National Wild and Scenic River créée en 1968 relève du Bureau of Land Management et du National Park Service. La désignation a été appliquée pour la première fois en 1968 à un tronçon de 89,6 km de la rivière au Nouveau-Mexique ; 307,7 km supplémentaires de la rivière au Texas ont été ajoutés en 1978, suivis de 20 km au Nouveau-Mexique en 1994. 111 km de rivières au Texas font partie du Parc national de Big Bend, dont la partie avec le canyon Boquillas.